# Камно
Камно (словен. Kamno, итал. Camina) је насељено место у општини Толмин, Горишка регија, Словенија.

## Историја
До територијалне реорганизације у Словенији било је у саставу старе општине Толмин.

## Становништво
У попису становништва из 2011. године, Камно је имало 226 становника.
| Број становника према пописима | Број становника према пописима | Број становника према пописима |
| ------------------------------ | ------------------------------ | ------------------------------ |
| 1991                           | 2002                           | 2011                           |
| 246                            | 248                            | 226                            |